# ماسودا، شیمانه
ماسودا در استان شیمانه در کشور ژاپن  واقع شده‌است  که دارای جمعیت ۵۰٬۹۸۰ نفر و مساحت ۷۳۳٫۱۶ کیلومتر مربع با تراکم جمعیت ۶۹٫۵  نفر در کیلومترمربع است و در تاریخ ۱ اوت ۱۹۵۲ به عنوان شهر شناخته شد.